# Bafodé Diakité
Bafodé Diakité (Toulouse, 6 de enero de 2001) es un futbolista francés que juega de defensa en el AFC Bournemouth de la Premier League.

## Trayectoria
Nació el 6 de enero de 2001 en Toulouse, Francia, de padres guineanos procedentes de Touba.[cita requerida]
Debutó como profesional con el Toulouse F. C. en una victoria por 1-0 en la Ligue 1 contra el Stade de Reims el 5 de diciembre de 2018, a la edad de 17 años.
El 5 de agosto de 2022 el Lille O. S. C. anunció su fichaje por cuatro años. En los tres primeros disputó 107 partidos y el 13 de agosto de 2025 se marchó traspasado al AFC Bournemouth.

## Selección nacional
Nacido en Francia, es de ascendencia guineana. Fue internacional juvenil con Francia.

## Estadísticas

### Clubes
Actualizado al último partido disputado el 5 de noviembre de 2024.
| Club                      | Div.          | Temporada     | Liga  | Liga  | Copas nacionales | Copas nacionales | Copas internacionales | Copas internacionales | Total | Total |
| Club                      | Div.          | Temporada     | Part. | Goles | Part.            | Goles            | Part.                 | Goles                 | Part. | Goles |
| ------------------------- | ------------- | ------------- | ----- | ----- | ---------------- | ---------------- | --------------------- | --------------------- | ----- | ----- |
| Toulouse F. C. II Francia | 5.ª           | 2018-19       | 9     | 3     | —                | —                | —                     | —                     | 9     | 3     |
| Toulouse F. C. II Francia | 5.ª           | 2021-22       | 1     | 0     | —                | —                | —                     | —                     | 1     | 0     |
| Toulouse F. C. II Francia | Total club    | Total club    | 10    | 3     | 0                | 0                | 0                     | 0                     | 10    | 3     |
| Toulouse F. C. Francia    | 1.ª           | 2018-19       | 9     | 1     | 3                | 1                | —                     | —                     | 12    | 2     |
| Toulouse F. C. Francia    | 1.ª           | 2019-20       | 16    | 2     | 1                | 0                | —                     | —                     | 17    | 2     |
| Toulouse F. C. Francia    | 2.ª           | 2020-21       | 24    | 2     | 3                | 0                | —                     | —                     | 27    | 2     |
| Toulouse F. C. Francia    | 2.ª           | 2021-22       | 24    | 2     | 3                | 0                | —                     | —                     | 27    | 2     |
| Toulouse F. C. Francia    | Total club    | Total club    | 73    | 7     | 10               | 1                | 0                     | 0                     | 83    | 8     |
| Lille O. S. C. Francia    | 1.ª           | 2022-23       | 33    | 3     | 3                | 0                | —                     | —                     | 36    | 3     |
| Lille O. S. C. Francia    | 1.ª           | 2023-24       | 21    | 5     | 0                | 0                | 7                     | 1                     | 28    | 6     |
| Lille O. S. C. Francia    | 1.ª           | 2024-25       | 10    | 1     | 0                | 0                | 8                     | 0                     | 18    | 1     |
| Lille O. S. C. Francia    | Total club    | Total club    | 64    | 9     | 3                | 0                | 15                    | 1                     | 82    | 10    |
| Total carrera             | Total carrera | Total carrera | 147   | 19    | 13               | 1                | 15                    | 1                     | 175   | 21    |